# 억스브리지

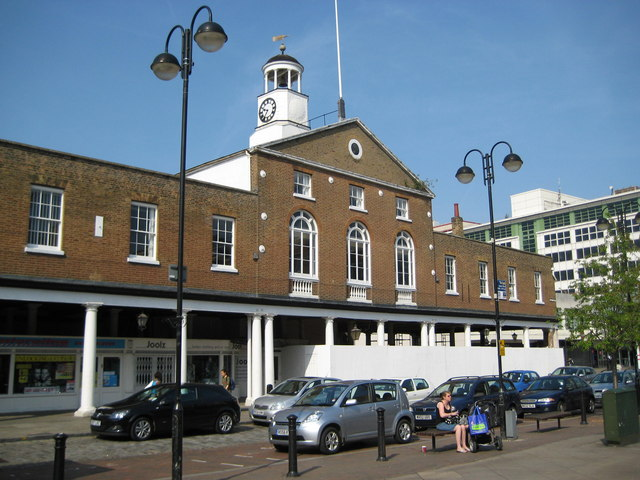

억스브리지(영어: Uxbridge)는 잉글랜드 런던 힐링던구에 위치한 교외 지역이다. 차링크로스로부터 북서쪽으로 24.8km 떨어진 곳에 있으며, 런던 계획에서 중요한 지역 중 하나이다.